# 러시아의 우크라이나 침공에 대한 반응
2022년 2월 24일, 러시아는 2014년에 시작된 러시아-우크라이나 전쟁의 대규모 확대로 우크라이나를 침공했다. 이 침공은 제2차 세계 대전 이후 유럽에서 가장 큰 난민 위기를 초래했으며, 820만 명 이상의 우크라이나인과 인구의 3분의 1이 우크라이나를 탈출했다. 이 침략은 또한 세계적인 식량 부족을 초래했다. 침략에 대한 반응은 대중의 반응, 언론의 반응, 평화 노력을 포함한 광범위한 우려 사항에 따라 상당히 다양했다.

## 같이 보기
- 2022년 러시아-우크라이나 평화 협상